# Bathydraco antarcticus
Bathydraco antarcticus är en fiskart som beskrevs av Günther, 1878. Bathydraco antarcticus ingår i släktet Bathydraco och familjen Bathydraconidae. Inga underarter finns listade.

## Bildgalleri

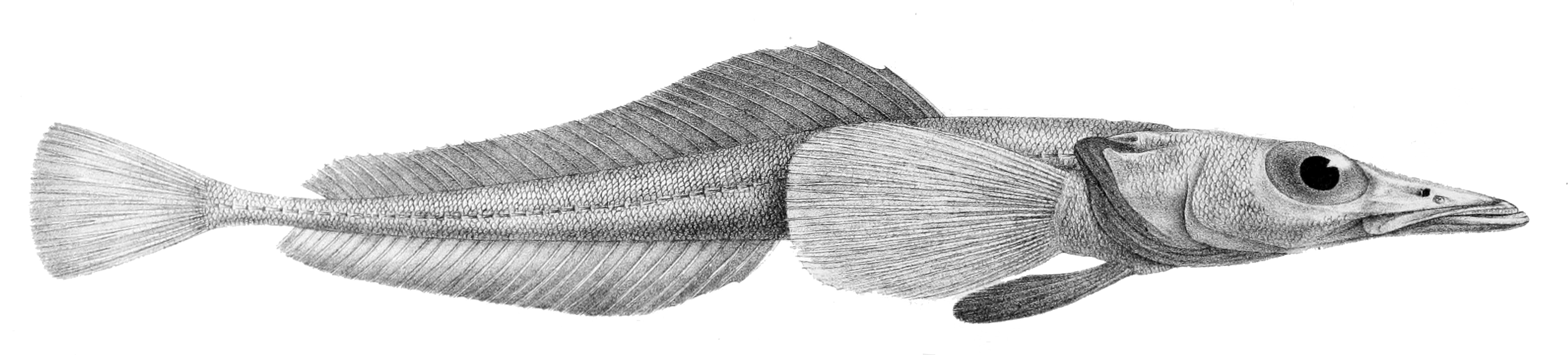
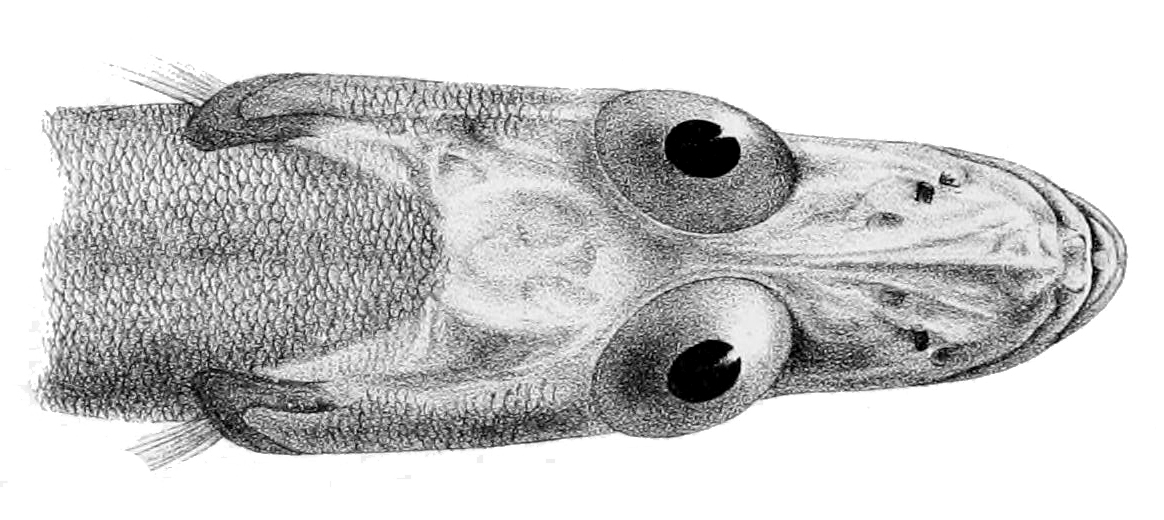